# Sidney Wanderley
Sidney Wanderley (Viçosa, 1958) é um professor de biologia e poeta brasileiro.
Permaneceu em sua cidade natal até os quinze anos de idade. Aos catorze anos já se habituara a ler clássicos da literatura portuguesa e mundial. Foi em sua cidade natal que recebeu as primeiras influências poéticas literárias, através de seu padrinho José Alves Ferreira de Aragão, o Zé Aragão, um farmacêutico de Viçosa, que se dedicava a poesia parnasiana. Apesar dessa influência, não foi o parnasianismo que configurou sua poesia,e sim, o modernismo. A literatura ganhou força em sua vida entre os 17 e 18 anos, quando cursava medicina, curso que não gostava. Começou então a se dedicar a leitura de figuras literárias modernistas, como: Fernando Pessoa, Ferreira Gullar, Carlos Drummond de Andrade entre outros.
Por influência do professor José Geraldo Marques Wanderley, também poeta, abandona o curso de medicina no quarto ano, trocando pelo curso de biologia. Em 1978, venceu um concurso de ensaios da Academia Alagoana de Letras escrevendo sobre a ideia de suicídio na obra de Drummond. Apesar de vencer o concurso da Academia Alagoana, o poeta não cursava letras, mas medicina.
O ensaio que produziu,- sobre a ideia de suicídio na obra de Drummond, vencedor do concurso na Academia Alagoana de Letras, chegou ao conhecimento do poeta mineiro, que além de aprovar a especulação literária de Sidney Wanderley, destacou sua argúcia, por ter ressaltado aspectos de sua obra que dantes não havia sido examinados, somente havia sido percebidos pela lente crítica do alagoano.
Em 1981, militou por nove meses no Partido Comunista do Brasil. Nessa época, influenciado pelas ideias marxistas, publicou o panfleto F de fogo e fuzil que, segundo o poeta, era desprovido de qualquer valor literário. Três meses depois do lançamento, ocasião em que foi tomar posse de cargo no Banco do Brasil, em seu município de origem, não aprovando o conteúdo da obra, que classificou como “péssima literatura” se desfez de toda a tiragem nas águas do rio Paraíba, em Viçosa. Esse livro não está contido em sua biografia oficial.
Em 1991 data de publicação de Poemas post-húmus, se aproxima do escritor paulista Raduan Nassar. Motivado pela obra Poemas post-húmus que recebeu de um jornalista, Raduan entra em contato com Sidney Wanderley através de carta, gerando uma aproximação que se transformou em influente amizade. Sidney Wanderley faz parte, em Alagoas, da geração 80. Geração de poetas liderada por Marcos de Farias Costa, marcadamente antiacadêmicos.

## Obras
- 1991 - Poemas post-húmus
- 1995 - Nesta calçada
- 1997 - Quisera ter a beleza que
- 1998 - De Riacho do Meio a Viçosa de Alagoas
- 1999 - Na Pele do Lago
- 2000 - Desde Sempre
- 2001 - Três Vozes Nordestinas
- 2004 - Entropia
- 2009 - Chuva e não
- 2012 - Dias de Sim